# Ordres de grandeur de nombres
 (janvier 2016).
Si vous disposez d'ouvrages ou d'articles de référence ou si vous connaissez des sites web de qualité traitant du thème abordé ici, merci de compléter l'article en donnant les références utiles à sa vérifiabilité et en les liant à la section « Notes et références ».
Pour un article plus général, voir ordre de grandeur.
Les listes ci-dessous comparent divers ordres de grandeur de nombres positifs. Elles prennent comme exemple des décomptes d'objets, des nombres sans dimension et des probabilités.

## Plus petit que10−36

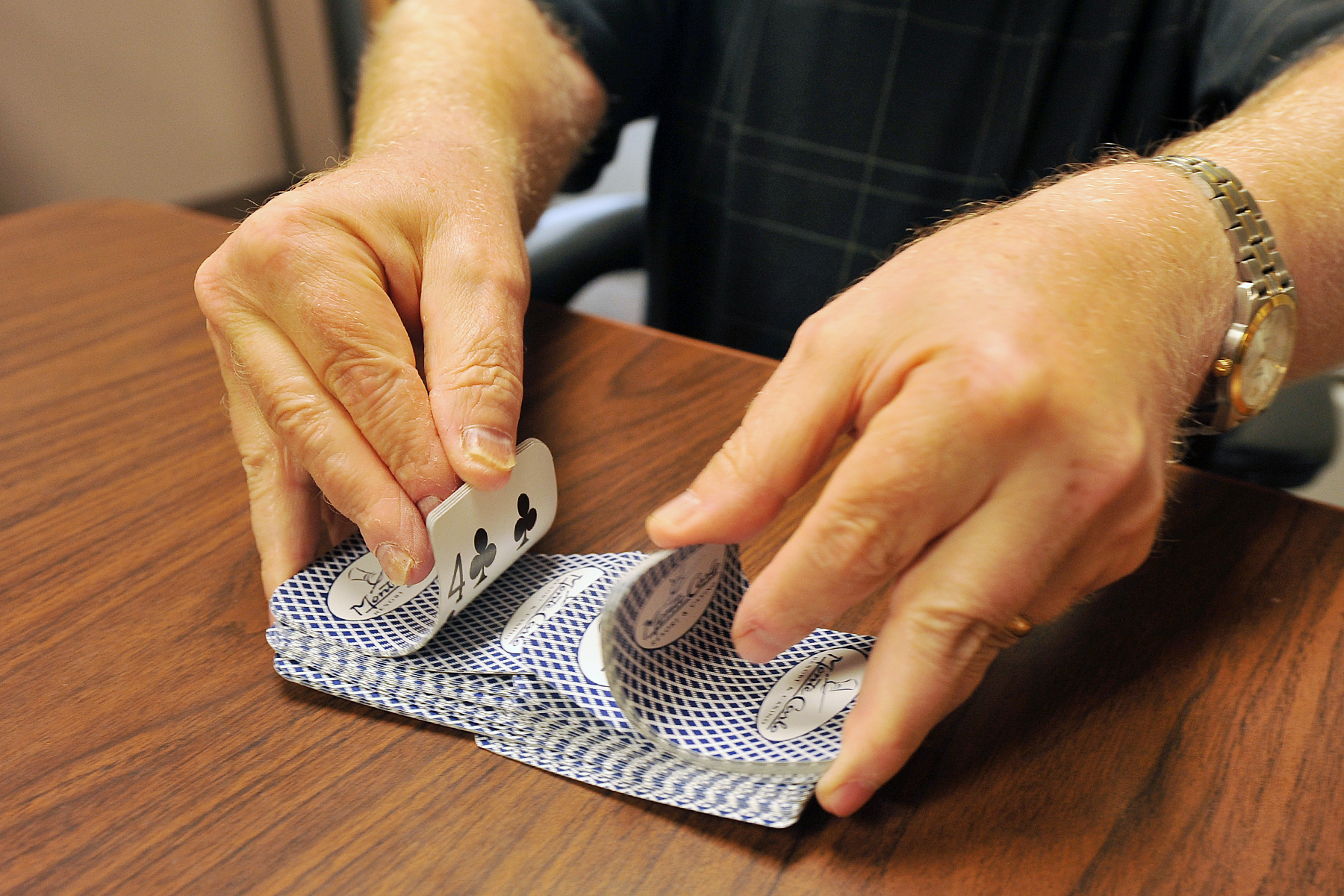
Mélange d'un jeu de 52 cartes.

Informatique - Nombre à virgule flottante :
- 5 × 10−324 est approximativement égal à la plus petite valeur positive différente de zéro qui peut être représentée par une valeur à virgule flottante IEEE à double précision ;
- Probabilité : : la probabilité de mélanger un jeu de 52 cartes dans un ordre donné est de 1/52!, soit 1,24 × 10−68[1].
- 1,401 298 5 × 10−45 est approximativement égal à la plus petite valeur positive différente de zéro qui peut être représentée par une valeur à virgule flottante IEEE à simple précision.

## 10−36
(0,000 000 000 000 000 000 000 000 000 000 000 001, échelle courte : un undécillionième, échelle longue : un sextillionième)

## 10−33
(0,000 000 000 000 000 000 000 000 000 000 001, échelle courte : un décillionième, échelle longue : un quintilliardième)

## 10−30
(0,000 000 000 000 000 000 000 000 000 001, échelle courte : un nonillionième, échelle longue : un quintillionième)
ISO : quecto - q

## 10−27
(0,000 000 000 000 000 000 000 000 001, échelle courte : un octillionième, échelle longue : un quadrilliardième)
ISO : ronto - r

## 10−24
(0,000 000 000 000 000 000 000 001, échelle courte : un septillionième, échelle longue : un quadrillionième)
ISO : yocto - y

## 10−21
(0,000 000 000 000 000 000 001, échelle courte : un sextillionième, échelle longue : un trilliardième)
ISO : zepto - z

## 10−18
(0,000 000 000 000 000 001, échelle courte : un quintillionième, échelle longue : un trillionième)
ISO : atto - a

## 10−15
(0,000 000 000 000 001, échelle courte : un quadrillionième, échelle longue : un billiardième)
ISO : femto - f

## 10−12
(0,000 000 000 001, échelle courte : un trillionième, échelle longue : un billionième)
ISO : pico - p
- Mathématiques : 0,909 49 × 10−12 les chances d'obtenir face 40 fois de suite avec une pièce de monnaie non truquée (présentant soit pile, soit face à chaque lancer) : {\displaystyle p=2^{-40}} (voir loi binomiale).
- Mathématiques : La probabilité au bridge qu'un joueur reçoive toutes les cartes d'une couleur est d'environ 2,52 × 10−11 (0,000 000 002 52 %).

## 10−9
(0,000 000 001 ; échelle courte : un billionième; échelle longue : un milliardième)
ISO : nano - n
- Loterie : les chances de gagner le Grand prix (en ayant les 6 numéros) à la loterie US Powerball Multistate Lottery, avec un seul ticket, avec les règles de 2006, sont de 146 107 962 contre 1, pour une probabilité de 7 × 10−9.
- Loterie : les chances de gagner le jackpot de l'Euromillions sont de 116 531 800 contre 1, pour une probabilité d'environ 8,58 × 10−9.
- Probabilités : la probabilité qu'un adulte de 20 à 60 ans pris au hasard meure dans l'heure qui suit est de l'ordre de 10−8
- Loterie : les chances de gagner le jackpot (en ayant les 6 numéros principaux) à la loterie UK National Lottery, avec un seul ticket, avec les règles de 2003, sont de 13 983 816 contre 1, pour une probabilité de 7 × 10−8 ; cette probabilité est la même pour gagner au Loto français.

## 10−6

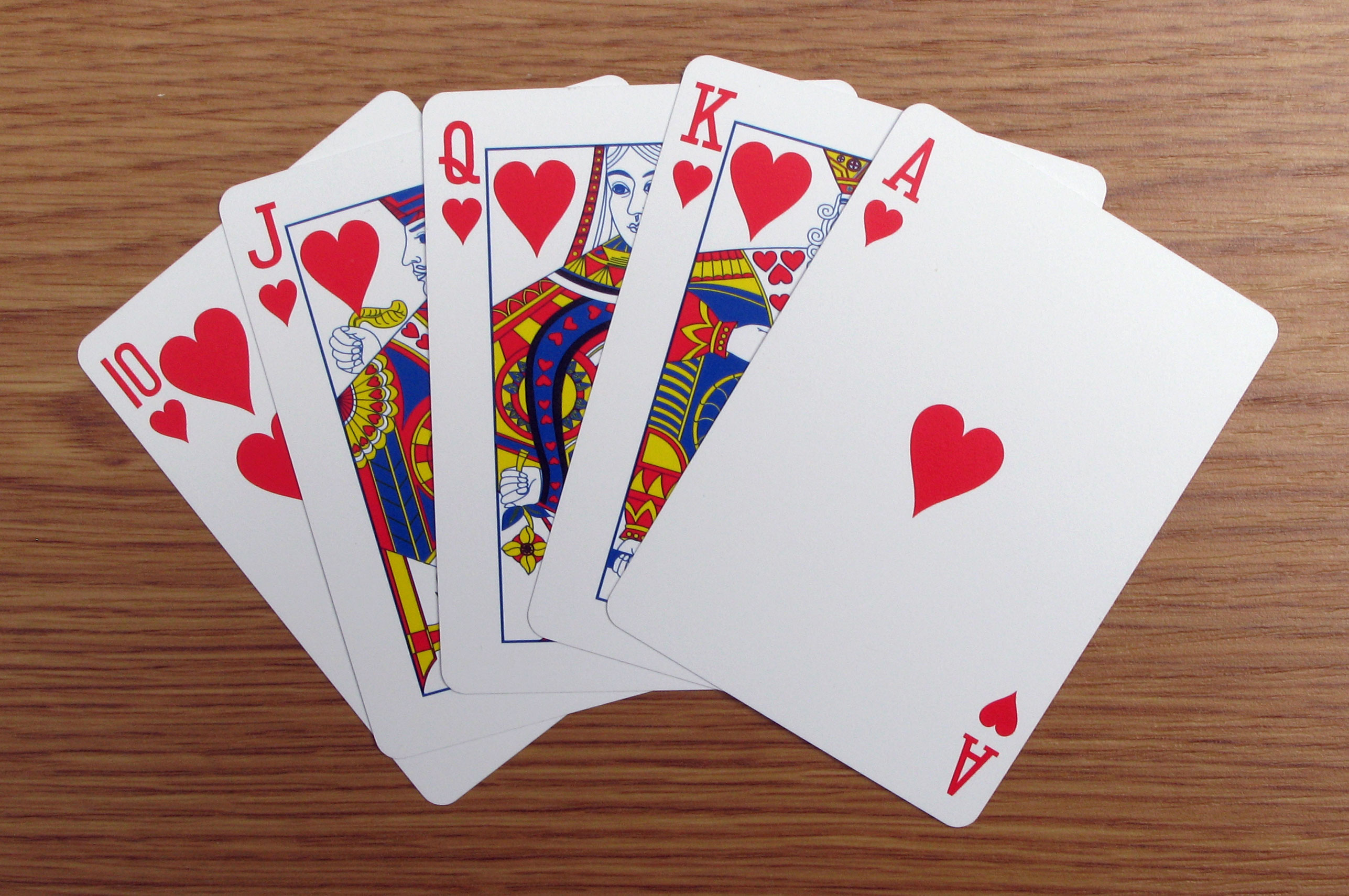
Quinte flush royale.

(0,000 001 ; échelle courte et échelle longue : un millionième
ISO : micro - μ
- Poker : les chances d'obtenir une quinte flush royale (à l'as) servie en cinq cartes au poker avec un jeu de 52 cartes sont de 1,54 × 10−6, soit 649 739 contre 1[a].

## 10−5
(0,000 01 ; un cent millième)
- Poker : la probabilité d'obtenir une quinte flush (autre qu'à l'as) au poker à 52 cartes est de 1,385 × 10−5 (quand on admet les suites blanches) soit une chance à 72 192 contre 1.

## 10−4
(0,000 1 ; un dix millième)

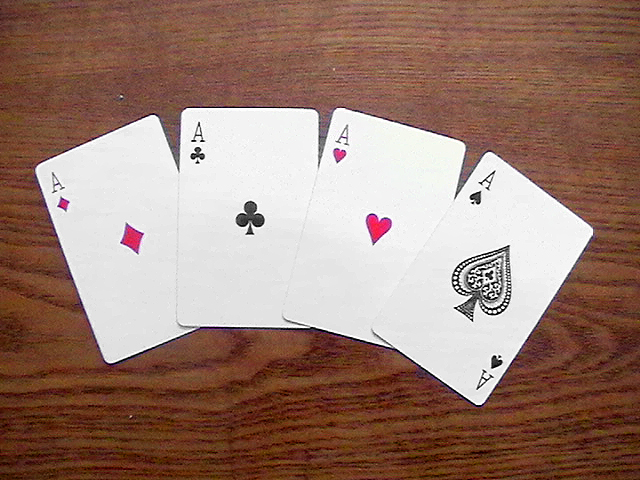
Carré d'as.

- probabilité : une vie humaine moyenne étant de trente mille jours, la probabilité qu'un être humain quelconque meure le lendemain, toutes choses égales par ailleurs, se situe quelque part entre 10−4 et 10−5.
- Poker : les chances d'obtenir un carré servi avec un jeu de 52 cartes au poker sont de 2,4 × 10−4, soit à 4 164 contre 1.

## 10−3
(0,001 ; un millième)
ISO : milli - m
- Poker : les chances d'obtenir un full au poker sont de 693 contre 1, pour une probabilité de 1,4 × 10−3.
- Poker : les chances d'obtenir une couleur au poker sont de 508 contre 1, pour une probabilité de 1,9 × 10−3.
- Poker : les chances d'obtenir une suite au poker sont de 254 contre 1, pour une probabilité de 4 × 10−3
- α = 0,007 297 352 533(27), la constante de structure fine.

## 10−2
(0,01 ; un centième)
ISO: centi - c

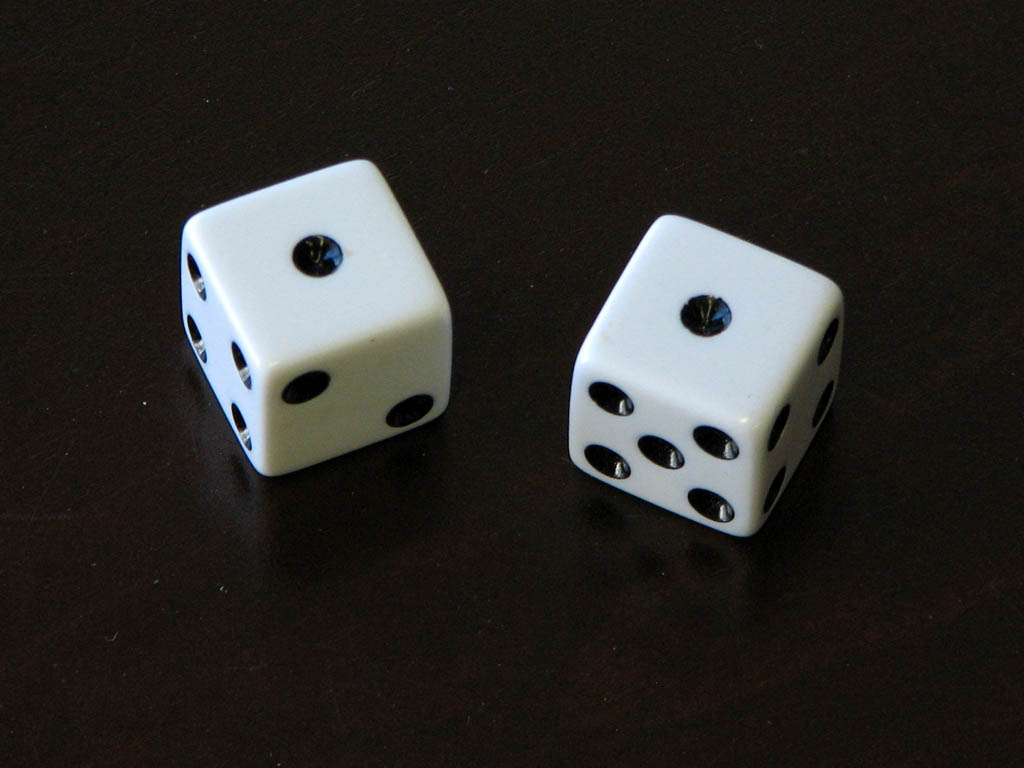
Paire d'as.

- VIH : environ 1,2 % de la population humaine dans la tranche d'âge 15-49 ans a été infectée par le virus du SIDA à la fin de l'année 2001.
- Poker : les chances d'obtenir un brelan au poker sont de 46 contre 1, pour une probabilité de 0,021 (2,1 %).
- Probabilité : la probabilité de tirer une paire d'as aux dés est de 1/36, soit 2,777 %.
- Poker : les chances d'obtenir deux paires au poker sont de 20 contre 1, pour une probabilité de 0,048 (4,8 %).

## 10−1
(0,1 ; un dixième)
ISO : déci - d
- Droit : la dîme était un taux de taxation fréquemment utilisé avant les temps modernes.
- Armée : la décimation était un châtiment collectif, consistant à exécuter un soldat sur dix.
- Poker : les chances d'obtenir seulement une paire au poker sont de 4 contre 3 (1,37 contre 1), pour une probabilité de 0,42 (42 %) ;
- Poker : les chances de n'obtenir aucune paire au poker sont proches de 1 contre 2, pour une probabilité d'environ 0,5 (50 %) (il y a 8 % de cas où l'on a deux paires, un brelan, ou mieux).
- Probabilité : la probabilité de gagner à pile ou face est de 1 sur 2 avec une pièce idéale.

## 100
(1 ; un)
- Mathématiques :
  - φ ≈ 1,618 034, est le nombre d'or.
  - e ≈ 2,718 281 828. Le nombre e est la base des logarithmes naturels.
  - π ≈ 3,141 592, pi est le rapport de la circonférence d'un cercle à son diamètre.

- Culture :
  - les 7 nains
  - les 7 merveilles du monde
  - les 7 péchés capitaux

- Sciences cognitives : 7 ± 2 est l'estimation, faite par George Miller, du nombre d'objets pouvant être contenus simultanément dans la mémoire humaine.
- Il y a huit planètes dans le système solaire, depuis 2006.

## 101
(10 ; dix)
ISO : déca - da
- Il y a 10 doigts dans une paire de mains humaines.
- Il y a 26 lettres dans l'alphabet latin.
- Il y a 40 « immortels » à l'Académie française.

## 102
(100 ; cent)
ISO : hecto - h
- Dans les sports professionnels nord-américains, les joueurs portent typiquement des numéros d'uniformes allant de 1 à 99. Dans certains sports, 0 et 00 sont aussi permis, donnant 101 combinaisons différentes.
- Il y a 128 caractères dans la table ASCII.
- En 2011, il y a 193 États membres de l'Organisation des Nations unies sur les 196 qu'elle reconnaît.
- Le squelette humain est composé de 206 os articulés.

## 103
(1 000 ; mille)
ISO : kilo - k
- Il y a 2 000–3 000 lettres dans une page de texte dactylographiée.
- L'ADN des virus à ADN les plus simples possède environ 5 000 paires de bases.

## 104
(10 000 ; dix mille)
- 10 000 : considéré dans la Grèce antique comme un très grand nombre. Les Grecs l'appelaient murias, ce qui a donné en français le mot myriade. C'est l'acte de naissance de la notion de grand nombre dans la civilisation occidentale.
- On estime que chaque neurone du cerveau humain est connecté à 10 000 autres.
- On estime que le nombre d'idéogrammes chinois est compris entre 20 000 et 40 000.
- On estime que l'être humain possède de 20 000 à 25 000 gènes.
- Le plus grand nombre de décimales de {\displaystyle \pi \,} récitées de mémoire est, officiellement, de 70 030 (record d'octobre 2015)[2].

## 105
(100 000 ; cent mille)
- Cheveux sur la tête : une chevelure humaine moyenne comprend entre 100 000 et 150 000 cheveux.
- Il y a 564 000 mots dans Guerre et paix.
- Poker : on peut distribuer 201 376 mains différentes avec un jeu de 32 cartes.

## 106
(1 000 000 ; échelle courte et échelle longue : un million)
ISO : (méga) - M
- Il existe en 2023 plus de 2,5 millions d'articles sur Wikipédia en français ;
- Espèces : le World Resources Institute indique qu'approximativement 1,4 million d'espèces ont été nommées, en dehors d'un nombre inconnu d'espèces totales (intervalle estimé entre 2 et 100 millions d'espèces).
- Échecs : il existe 2 279 184 solutions pour le problème des n-reines pour n = 15.
- Cartes à jouer : il existe 2 598 960 mains de poker différentes de 5 cartes qui peuvent être distribuées à partir d'un jeu standard de 52 cartes.
- Sites Web : en juillet 2003, le Netcraft web survey estimait à 42 millions le nombre de sites web distincts.
- 88 179 840 : le nombre de positions distinctes pour le Rubik's mini cube 2 × 2 × 2
- Livres : la Bibliothèque nationale de France indique posséder 35 millions de documents. Voir Gutenberg galaxy.
- La base de données Freedb contient les informations (titres, artistes) d'environ 1 750 000 compact discs différents, en 2005.

## 109
(1 000 000 000 ; échelle courte : 1 billion; échelle longue : 1 milliard)
ISO : giga - G
- Étoiles cataloguées : Le Guide Star Catalog II possède des entrées pour 998 402 801 objets astronomiques distincts.
- Limite calculatoire d'un CPU 32-bit : 2 147 483 647 est égal à 231 - 1, et en tant que tel est le plus grand nombre qui peut être signé (complément à deux) en tant que nombre entier à 32-bit pour un ordinateur, et ainsi marque la limite supérieure calculatoire pour un CPU 32-bit.
- 2 à 3 milliards : nombre de secondes dans une vie humaine (1 milliard en 31 ans).
- Paires de bases dans le génome : il y a approximativement 3 × 109 paires de bases dans le génome humain.
- 1 385 000 000 - Population approximative de l'Inde en 2022.
- 1 400 000 000 - Population approximative de la république populaire de Chine en 2021.
- 7 888 000 000 - Population totale mondiale estimée en milieu d'année 2021.
- Pages Web : il y a approximativement 8 × 109 pages web indexées par Google en 2005.
- Galaxies observables : il y a entre 1010 et 8 × 1010 galaxies dans l'univers observable (en 2003).
- Neurones dans le cerveau : il y a approximativement 1011 neurones dans le cerveau humain.
- Étoiles dans notre galaxie : il y a approximativement 4 × 1011 étoiles dans notre Galaxie.

## 1012
(1 000 000 000 000 ; échelle courte : 1 trillion; échelle longue : 1 billion)
ISO : téra - T
- Glie du cerveau : 1012 à 5 × 1012 cellules gliales dans le cerveau humain (soit 10 à 50 fois plus nombreuses que les neurones).
- Chiffres connus de {\displaystyle \pi \,} : en 2014, le nombre de chiffres connus de {\displaystyle \pi \,} était de 13 300 000 000 000.
- Cellules dans le corps humain : le corps humain est constitué globalement de 1014 cellules

## 1015
(1 000 000 000 000 000 ; échelle courte : 1 quadrillion; échelle longue : 1 billiard)
ISO : péta - P
- Bactéries dans le corps humain : il y a globalement 1015 bactéries dans le corps humain.
- Informatique : la puissance du superordinateur le plus puissant en 2015 est de 33 pétaFLOPS, soit 33 millions de milliards d'opérations à virgule flottante par seconde[b].

## 1018
(1 000 000 000 000 000 000 ; échelle courte : 1 quintillion; échelle longue : 1 trillion)
ISO : exa - E
- Insectes : il a été estimé[réf. souhaitée]que la population des insectes sur Terre comprenait globalement 1019 insectes.
- Rubik's Cube : il y a 4,3 × 1019 positions différentes d'un Rubik's Cube.
- 1,8 × 1019 (précisément 18 446 744 073 709 551 615, soit 264-1), c'est le nombre de secondes nécessaires aux prêtres travaillant au "problème de la fin du monde", pour résoudre à la cadence d'un déplacement de disque par seconde, le problème mathématique des Tours de Hanoï avec un jeu à 64 disques. Ce qui équivaut à 43 fois l'âge estimé de l'univers. C’est également le nombre de grains de blé apparaissant dans le problème de l’échiquier de Sissa.

## 1021
(1 000 000 000 000 000 000 000 ; échelle courte : 1 sextillion; échelle longue : 1 trilliard)
ISO: zetta - Z

## 1024
(1 000 000 000 000 000 000 000 000 ; échelle courte : 1 septillion; échelle longue : 1 quadrillion)
ISO : yotta - Y
- Il y a 6,022 × 1023 atomes dans une mole de n'importe quelle substance (nombre d'Avogadro).
- Étoiles dans l'univers observable : on estime très approximativement à 1024 le nombre d'étoiles dans l'univers, en se fondant sur le décompte des galaxies et une estimation du nombre d'étoiles par galaxie.
- Nombre de grains de sable dans le Sahara : en prenant une superficie de 1 000 km par 1 000 km sur une profondeur de 50 m on trouve grossièrement 1023 grains de sable de 0,1 mm de rayon. Par conséquent le nombre d'étoiles dans l'Univers serait comparable en ordre de grandeur à celui du nombre de grains de sable sur Terre.
- Nombre de gouttes d'eau dans la mer : le volume des océans terrestres est de l'ordre de 109 km3, et celui d'une goutte d'eau est de 50 mm3 ; il y a donc environ 1025 gouttes d'eau dans les océans, nombre du même ordre de grandeur que les deux précédents.

## 1027
(1 000 000 000 000 000 000 000 000 000 ; échelle courte : 1 octillion; échelle longue : 1 quadrilliard)
ISO : ronna - R
- Atomes dans le corps humain : le corps humain moyen contiendrait environ 7 × 1027 atomes[3].

## 1030
(1 000 000 000 000 000 000 000 000 000 000 ; échelle courte : 1 nonillion; échelle longue : 1 quintillion)
ISO : quetta - Q
- Mathématiques : la partition de 1 000 est égale à 24 061 467 864 032 622 473 692 149 727 991 : c'est le nombre de manières différentes d'écrire 1 000 comme somme de nombres entiers (distincts ou non) sans tenir compte de l'ordre.
- Microbiologie : le nombre estimé de bactéries présentes sur Terre[réf. souhaitée].

## 1033
(1 000 000 000 000 000 000 000 000 000 000 000 ; échelle courte : 1 décillion ; échelle longue : 1 quintilliard)
- Mathématiques : 1 298 074 214 633 706 835 075 030 044 377 087 (≈ 1,3 × 1034) est un nombre de Carol premier

## 1036
(1 000 000 000 000 000 000 000 000 000 000 000 000 ; échelle courte : 1 undécillion; échelle longue : 1 sextillion)
- Mathématiques : 2127-1 = 170 141 183 460 469 231 731 687 303 715 884 105 727 (≈ 1,7 × 1038) est un nombre double de Mersenne premier.
- Informatique - Nombre d'adresses de l'IPv6 : (2128) = 340 282 366 920 938 463 463 374 607 431 768 211 456, approximativement égal à 3,4 × 1038, et est le maximum théorique d'adresses internet qui peuvent être allouées avec le système d'adressage IPv6.
- Informatique - Nombre à virgule flottante : 3,402 823 5 × 1038 est approximativement égal à la plus grande valeur qui peut être représentée par une valeur à virgule flottante IEEE à simple précision.

## 1039à10100
Voir Noms des grands nombres pour les noms de ceux-ci et de nombres plus grands.
- Cosmologie : le nombre d'Eddington-Dirac vaut environ 1040.
- Physique : e2/Gm2, le rapport électromagnétique des forces gravitationnelles entre deux protons vaut environ 1040.
- Théorie des jeux : 1040 est une évaluation du nombre de parties plausibles aux échecs. Voir Nombre de Shannon.
- Théorie des jeux : 1044 est une évaluation du nombre de positions possibles au échecs.
- Mathématiques : 53 694 226 297 143 959 644 031 344 050 777 763 036 004 353 (≈ 5,4 × 1043) est un nombre premier de Pierpont.
- Mathématiques : 393 050 634 124 102 232 869 567 034 555 427 371 542 904 833 (≈ 3,910 44) est un nombre premier de Cullen.
- Géographie : il y a environ 1047 molécules d'eau sur Terre.
- Géographie : la Terre est constituée d'environ 1050 atomes.
- Mathématiques : 2,35 × 1052 : le nombre de positions distinctes pour le Rubik's Revenge 4 × 4 × 4.
- Mathématiques : 359 334 085 968 622 831 041 960 188 598 043 661 065 388 726 959 079 837 (≈ 3,6 × 1053) est un nombre de Bell premier.
- Mathématiques : 808 017 424 794 512 875 886 459 904 961 710 757 005 754 368 000 000 000 est l'ordre du groupe Monstre.
- Cosmologie : 8 × 1060 est environ le nombre d'intervalles de temps de Planck depuis le Big Bang, il y a 13,7 ± 0,2 milliard d'années.
- Mathématiques : 709 601 635 082 267 320 966 424 084 955 776 789 770 864 725 643 996 885 415 676 682 297 (≈ 7 × 1065) - Le plus grand nombre premier trouvé par la factorisation ECM en août 2005.
- Mathématiques - Cartes : 52! = 80 658 175 170 943 878 571 660 636 856 403 766 975 289 505 440 883 277 824 000 000 000 000 (≈ 8 × 1067) = le nombre de manières d'ordonner les cartes d'un jeu de 52 cartes.
- Mathématiques : 475 420 437 734 698 220 747 368 027 166 749 382 927 701 417 016 557 193 662 268 716 376 935 476 241 (≈ 4,8 × 1071) est un nombre de Fibonacci premier.
- Cosmologie : Le nombre d'atomes dans l'univers a un ordre de grandeur estimé à 1080 atomes.
- Astronomie : - particules fondamentales dans l'univers observable - Diverses sources estiment le nombre total de particules fondamentales dans l'univers observable dans l'intervalle [1080; 1085]. Néanmoins, ces estimations sont vues comme des conjectures.
- Mathématiques : 4,98 × 1084 : le nombre de positions distinctes pour le Super Revenge ou Professor cube (5 × 5 × 5).
- Mathématiques : 10100, un gogol.

## Plus grand que10100
- 10110 : C'est le nombre d'arrangements possibles d'une ligne imprimée par une presse rotative fictive « qui imprimerait continuellement une ligne après l'autre en choisissant automatiquement pour chaque ligne une combinaison différente de lettres de l'alphabet et des autres signes typographiques ». Connu également sous l'appellation du Problème de la ligne imprimée, cette rotative imaginaire « imprimerait tout ce qui a été écrit depuis que l'homme a commencé à écrire » et « aussi tout ce qui doit être imprimé dans les siècles à venir ». A raison de 50 symboles incluant les 26 lettres de l'alphabet latin, les chiffres et les signes de ponctuation, et en supposant que la machine possède 65 disques correspondant aux 65 espaces d'une page moyenne imprimée, le nombre de combinaisons possibles d'une ligne imprimée serait de 5065, ce qui est égal à 10110[4].
- 10120, nombre estimé de parties du jeu d'échecs différentes, ayant un sens échiquéen, selon Shannon et appelé nombre de Shannon. Ce nombre comprend aussi toutes les parties improbables.
- 116! + 1 (≈ 3,393 1 × 10190) est un nombre premier.
- 10600, nombre estimé de parties du jeu de go.
- 7,76 × 10206 544, l'ordre de grandeur de la plus petite solution du problème des bœufs d'Hélios.
- 282 589 933 - 1, un grand nombre premier, découvert en 2018.
- 2136 279 841 - 1, le plus grand nombre premier connu, découvert en 2024. (voir Nombre de Mersenne pour plus de détails).
- 1080 000 000 000 000 000, le plus grand nombre nommé dans Le compteur de sable (l'Arénaire) à l'aide du système d'Archimède.
- 10gogol ({\displaystyle \scriptstyle 10^{10^{100}}}), un gogolplex
- {\displaystyle \scriptstyle 10^{10^{10^{1\,000}}}}, ordre de grandeur d'une borne supérieure (le nombre de Skewes) dans une démonstration de Stanley Skewes.

Note : Pour interpréter correctement les dernières entrées, garder à l'esprit que l'exponentiation est exécutée de droite à gauche (ce sont les règles de priorité de calcul communément admises). Par exemple, {\displaystyle \scriptstyle 10^{10^{100}}} veut dire {\displaystyle \scriptstyle 10^{\left(10^{100}\right)}}.
- Le nombre de Graham, qui ne peut s’exprimer sans une notation spéciale telle que celle des flèches de Conway, était longtemps le plus grand nombre jamais utilisé dans une démonstration mathématique ; à partir des années 1980, d’autres nombres « incompréhensiblement plus grands » encore, tels que TREE(3), sont apparus en relation avec le théorème de Kruskal.
- Le nombre de Rayo est un entier bien défini, mais construit pour être supérieur à tout entier défini par l'une des méthodes précédentes.

## Notations spéciales pour exprimer de très grands nombres
- Fonction d'Ackermann et Notation des puissances itérées de Knuth
- Notation des flèches chaînées de Conway
- Théorème de Goodstein
- Hiérarchie de croissance rapide
- Théorème de Kruskal
- Castor affairé